# Magda Hain
Pour les articles homonymes, voir Hain.
Magda Hain (née le 19 décembre 1920 à Gleiwitz, morte le 13 mars 1998 à Ratisbonne) est une chanteuse allemande.

## Biographie
L'employée de Siemens à Berlin est découverte en 1942 par le compositeur Gerhard Winkler pour sa voix de soprano colorature. En 1943, elle est la première interprète de Capri-Fischer, qui sera connue en 1949 par Rudi Schuricke ; ils chanteront en duo Immer und ewig. Elle se marie en 1946 avec Gerhard Pollmann, un enseignant, et a deux fils. Elle arrête alors sa carrière. Magda Hain n'est redécouverte que relativement peu de temps avant sa mort alors qu'elle vit pauvrement dans une maison de retraite à Ratisbonne.

## Discographie
- 1942 : Die Vöglein im Prater
- 1943 : Alt-Berliner Kremserfahrt
- 1943 : Capri-Fischer
- 1943 : Möwe, du fliegst in die Heimat
- 1943 : Komm, Casanova, küß mich
- 1943 : Eine Geige spielt leise von Liebe (avec Rudi Schuricke)
- 1943 : Großmütterlein
- 1943 : Lied der Lerche
- 1944 : Am Himmel zieh’n die Wolken in die Ferne
- 1944 : Hörst du das Lied der Liebe (avec Herbert Ernst Groh)
- 1944 : Melodie meiner Träume
- 1947 : Wenn die Schwalben zieh’n (avec Rudi Schuricke)
- 1948 : Ich schaue in mein Brünnelein
- 1948 : Spiele, kleine Spieluhr

## Source de la traduction
- (de) Cet article est partiellement ou en totalité issu de l’article de Wikipédia en allemand intitulé « Magda Hain » (voir la liste des auteurs).